# Аугурелли, Джованни Аурелио
Джованни Аурелио Аугурелли (итал. Giovanni Aurelius Augurello; 1441, Римини — 1524) — итальянский поэт и алхимик.
Наиболее известен поэмой Chrysopoeia (1515), излагавшей алхимические способы добычи золота. Поэма была поднесена папе Льву X, который, по преданию, вознаградил автора пустым мешком.